# Hypotenusa

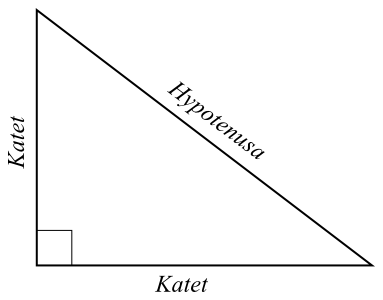
Hypotenusan är den längsta sidan i en rätvinklig triangel

En hypotenusa (från latinet) är den sida i en rätvinklig triangel som är motstående sida till den räta vinkeln. De båda andra sidorna i triangeln kallas kateter. Hypotenusan är alltid den längsta sidan i en rätvinklig triangel.
Pythagoras sats ger ett samband mellan sidornas längder för en rätvinklig triangel.